# Geodena absimilis
Geodena absimilis là một loài bướm đêm trong họ Geometridae.